# Judit Turóczy
Judit Turóczy (Budapest, Hungría, 11 de marzo de 1948) es una nadadora retirada especializada en pruebas de estilo libre. Fue medalla de plata en 100 metros libres durante el Campeonato Europeo de Natación de 1966.
Representó a Hungría en los Juegos Olímpicos de Tokio 1964, México 1968 y Múnich 1972.

## Palmarés internacional
| Campeonato Europeo de Natación | Campeonato Europeo de Natación | Campeonato Europeo de Natación | Campeonato Europeo de Natación |
| Año                            | Lugar                          | Medalla                        | Prueba                         |
| ------------------------------ | ------------------------------ | ------------------------------ | ------------------------------ |
| 1966                           | Utrecht (Países Bajos)         | Medalla de plata               | 100 m libre                    |
| 1970                           | Barcelona (España)             | Medalla de plata               | 4 × 100 m libres               |